# Каз Прапуоленіс
Казимірас Г. «Каз» Прапуоленіс (англ. Kazimieras G. «Kaz» Prapuolenis) — американський художник, ілюстратор та сценарист.

## Біографія
Каз народився 31 липня 1959 р. в Гобокені.
У 1980-х роках закінчив школу «School of Visual Arts». Після ЇЇ закінчення художник співпрацював з журналами «Raw» і «Weirdo». С 1992 р. він працював над коміксом з дорослої тематики «Underworld». Комікси і малюнки Каза з'являлися у «The New Yorker», «Nickelodeon Magazine», «Details», «The Village Voice», «The East Village Eye», «Swank», «SF Bay Guardian», «New York Press», «SCREW» і т. д. Також Каз працював над більшістю мультсеріалів, такими як «Губка Боб Квадратні Штани», «Табір Лазло» та «Финеас і Ферб».
У наш час живе в Голівуді, штат Каліфорния, зі своєю дружиною Ліндой Маротта.

## Фільмографія
| Роки                    | Назва                       | Примітки                                                      |
| ----------------------- | --------------------------- | ------------------------------------------------------------- |
| 2001―2004; 2015―наш час | Губка Боб Квадратні Штани   | Сценарист, розкадровщик, анімаціонний сценарист, автор пісень |
| 2001; 2016              | Дивакуваті Родичи           | Сценарист (2016), розкадровщик (2001)                         |
| 2005―2008               | Табір Лазло                 | Сценарист, режисер                                            |
| 2006                    | Zoot Rumpus                 | Творець, сценарист, розкадровщик                              |
| 2007                    | Дігс Теілуегер              | Співтворець, разкадровщик                                     |
| 2009―2013; 2015         | Фінеас і Ферб               | Сценарист, розкадровщик                                       |
| 2012                    | Високий форт Секретної гори | Дизайнер по єфектах                                           |
| 2015                    | Місія «Блейк»               | Виконавчий продюсер                                           |
| 2021                    | Kamp Koral                  | Розробник, сценарист                                          |